# C.C. Buchner Verlag
Der C. C. Buchner Verlag ist ein 1832 in Bayreuth gegründeter, heute in Bamberg ansässiger Schulbuchverlag.

## Verlagsprogramm
Neben einem ursprünglich juristischen und allgemeinen Programm wurde der C. C. Buchner Verlag mit Lehrwerken für Latein, Griechisch und Deutsch bereits Mitte des 19. Jahrhunderts zum wichtigsten Verlag für die damals allerdings noch wenigen Gymnasien in Bayern. Heute verlegt C. C. Buchner auch Lehrwerke für Mathematik, Chemie, Physik, Informatik, Natur und Technik, Geschichte, Politik, Wirtschaft und Recht, Ethik, Philosophie, Religion, Kunst, Italienisch, Spanisch und Chinesisch.

## Geschichte
Am 12. Mai 1832 eröffnete Johann Lorenz Buchner (1775–1852) in Bayreuth eine Buchhandlung und publizierte kurz darauf erste Bücher. Acht Jahre später übergab er das Geschäft an einen seiner Söhne, Carl Christian Buchner (1817–1886). Dieser verlegte das Unternehmen 1850 nach Bamberg, das bereits über einen Eisenbahnanschluss verfügte. Unter C. C. Buchners Enkel, Wilhelm Ament, der dem Verlag von 1908 bis 1950 vorstand, wurde das Programm immer mehr auf das Schulbuch konzentriert. Diese Strategie wurde 1928 mit dem Zukauf des Schulbuchprogramms des Nürnberger Verlags Carl Koch unterstrichen. Günter Grünke erweiterte ab 1950 in der Tradition seines Schwiegervaters das Schulbuchprogramm. Unter seinem Sohn Gunnar Grünke wuchs das Unternehmen rasch zu einem im gesamten deutschsprachigen Raum anerkannten Anbieter anspruchsvoller und moderner Unterrichtsmaterialien. Mit Gila Innerling, der Tochter des Verlegers und Christopher Schell, dessen Neffe, ist mittlerweile die siebte Generation in der Geschäftsleitung des Familienunternehmens tätig.
2013 wurde mit der Gründung des Kinder- und Jugendbuchverlags Magellan ein neuer Geschäftszweig eröffnet. Beide Verlage sind Töchter der BVG Bamberger VerlagsGruppe mit den Familien Grünke und Schell als Gesellschafter.

## C.C.Buchner-Preis
Der C. C. Buchner Verlag vergibt zusammen mit dem Kultur- und Schulservice Bamberg seit 2008 den C. C. Buchner-Preis für herausragende kulturpädagogische Kooperationsprojekte zwischen kulturpädagogischen Kooperationspartnern und Schulklassen aus Stadt und Landkreis Bamberg.

## Trivia
Zu mehreren Lateinlehrwerken hat C. C. Buchner auch je eine Serie von Aufgabenheften für das LÜK entwickelt, um so die Schüler beim Erlernen dieser Sprache mit einem klassischen Lernspiel zu unterstützen.
Der Chemiker Max Buchner war der vierte Sohn des Verlagsgründers C. C. Buchner.
Die Muttergesellschaft, die Bamberger VerlagsGruppe GmbH & Co. KG (BVG) ist seit Jahren als Sponsor im Basketball aktiv und aktuell Silver Sponsor bei den Bamberg Baskets.